# دیلی استار
دیلی استار یک روزنامه تبلوید است که از سال ۱۹۷۸ روزهای دوشنبه تا شنبه در بریتانیا منتشر می‌شود. دیلی استار ساندی نسخه خواهر دیلی‌استار در سال ۲۰۰۲، با کارکنان جدیدی راه اندازی شد. در سال ۲۰۰۹، دیلی استار ده‌هزارمین شماره خود را منتشر کرد. جان کلارک سردبیر بخش مقالات و اندرو گیلپین سردبیر نسخه وب هستند.
در آغاز انتشار روزنامه فقط در شمال و میدلندز و در منچستر منتشر شد، این روزنامه توسط صاحبان آن زمان روزنامه‌های اکسپرس، خانه ترافالگار، طراحی شد تا همراهی دیلی میرر و سان در شمال را به خود اختصاص دهد. همچنین در نظر گرفته شده بود که از کمبود ظرفیت مطبوعات خیابان گریت آنکوتس در منچستر استفاده شود، زیرا دیلی اکسپرس در حال از دست دادن تیراژ بود. دیلی استار اولین چاپ شب خود را به مبلغ ۱۴۰۰۰۰۰ فروخت. قیمت جلد آن در طول سال‌ها کاهش یافته است تا با رقیب خود د سان (روزنامه) رقابت کند.
دیلی استار توسط ریچ پالاس منتشر شده است. این روزنامه عمدتاً حول داستان‌های افراد مشهور، ورزش، و اخبار/ شایعات دربارهٔ برنامه‌های تلویزیونی محبوب، مانند سریال‌های تلویزیونی و برنامه‌های تلویزیونی متمرکز شده است، اگرچه در زمان‌های اخیر از آنچه فرهنگ بیداری می‌داند نیز انتقاد کرده است.

## تاریخچه
در سال ۱۹۷۸ دیلی استار ابتدا به عنوان بخشی از روزنامه‌های اکسپرس جهت استفاده از ماشین‌های چاپی که به دلیل کاهش تیراژ دیلی اکسپرس کارشان پایین آمده بود ایجاد شد. در سال ۲۰۰۰ توسط نورترن و شل خریداری شد و در سال ۲۰۱۸ به ریچ پالاس فروخته شد.

## جنجال‌ها

### جفری آرچر
در سال ۱۹۸۷، روزنامه در یک دعوی افترای پرمخاطب که توسط جفری آرچر انجام شده بود، شکست خورد، که منجر به پرداخت ۵۰۰۰۰۰پوند غرامت شد، به دلیل اتهامات مربوط به دخالت آرچر با مونیکا کوگلان بود. لوید ترنر، سردبیر روزنامه دیلی استار، شش هفته پس از محاکمه اخراج شد. با این حال، روزنامه همیشه روی داستان خود ایستاده بود و در ۱۹ ژوئیه ۲۰۰۱ آرچر به اتهام شهادت دروغ و انحراف مسیر عدالت در دادگاه ۱۹۸۷ مجرم شناخته شد و در مجموع به چهار سال زندان محکوم شد. این روزنامه بعداً پیشنهادی را برای بازپس‌گیری ۲٫۲ میلیون پوند - پرداخت اولیه به اضافه بهره و خسارت آغاز کرد. در اکتبر ۲۰۰۲، گزارش شد که این اقدام با پرداخت ۱٫۵ میلیون پوندی خارج از دادگاه توسط آرچر به پایان رسیده است.

### فاجعه هیلزبورو
در ۱۸ آوریل ۱۹۸۹، سه روز پس از فاجعه هیلزبورو که در آن ۹۷ هوادار باشگاه لیورپول در یک بازی نیمه نهایی جام حذفی فوتبال به‌طور مرگباری مجروح شدند، روزنامه دیلی استار سرمقاله‌ای در صفحه اول با نام «دزدیده شدن هواداران مرده توسط اراذل مست» منتشر کرد و ادعا نمود که باشگاه لیورپول دست به سرقت هواداران مجروح یا کشته شده خود در این فاجعه کرده است. این ادعاها، همراه با ادعاهایی مبنی بر حمله هواداران به افسران پلیس در حال کمک به مجروحان، در چندین روزنامه دیگر منتشر شد، اگرچه محتوای پوشش روزنامه سان - به ویژه مقاله صفحه اول در ۱۹ آوریل - بود که بیشترین جنجال را به همراه داشت. . تحقیقات بعدی نشان داد که همه ادعاهای مطرح شده نادرست بودند.